# Kyōto Mimawarigumi
Kyōto Mimawarigumi (京都見廻組 Kinh Đô kiến hồi tổ) là một đội cảnh sát đặc biệt do Mạc phủ Tokugawa thành lập vào cuối thời Bakumatsu để lập lại trật tự công cộng cho Kyōto.

## Lịch sử
Trong giai đoạn bất ổn sau khi chấm dứt chính sách tỏa quốc, tình hình chính trị Nhật Bản ngày càng trở nên hỗn loạn. Các rōnin chống chính phủ và chống phương Tây đã tập hợp tại kinh thành Kyōto, và nhiều daimyō từ các phiên trấn miền Tây cũng thành lập các dinh thự ở Kyōto nhằm gia tăng ảnh hưởng lên Triều đình hòng gây áp lực với Mạc phủ đối với phong trào Tôn vương Nhương di (sonnō jōi) chống lại ngoại bang.

### Thành lập
Năm 1864, Lãnh chúa phiên Aizu kiêm chức Kyōto Shugoshoku Matsudaira Katamori đã ủy quyền thành lập một lực lượng dân binh khoảng 200 samurai lập thành hai đại đội đặt dưới sự chỉ huy của Maita Hirotaka và Matsudaira Yasutada nhằm khôi phục trật tự công cộng cho Kyōto. Hai đại đội lấy tên từ tước hiệu nghi lễ của hai viên đội trưởng: Sagami-no-kami-gumi và Izumo-no-kami-gumi. Bản doanh của lực lượng này trú đóng tại thành Nijō ở Kyōto.
Mục đích của Mimawarigumi rất giống với mục đích của nhóm Shinsengumi nổi tiếng hơn nhiều.
Mimawarigumi hoàn toàn bao gồm các samurai cấp cao hơn và con trai của các gia thần thuộc đẳng cấp hatamoto, tất cả đều là thuộc hạ trực tiếp của Mạc phủ Tokugawa, chủ yếu thông qua gia tộc Hoshina-Matsudaira của phiên Aizu, trái ngược với Shinsengumi gồm toàn là rōnin.  Thể hiện sự khác biệt về địa vị này, Mimawarigumi được giao chủ yếu bảo vệ Hoàng cung Kyōto và khu vực xung quanh thành Nijo, trong khi Shinsengumi được giao cho khu phố ăn chơi Gion và các khu phố của thường dân và chủ cửa tiệm.

### Giải thể
Mimawarigumi chính thức bị giải thể khi Tokugawa Yoshinobu từ chức Tướng quân, trao trả quyền hành về cho Thiên hoàng vào ngày 9 tháng 11 năm 1867, mặc dù cả nhóm vẫn tiếp tục hoạt động như một đơn vị chiến đấu không chính thức trong chiến tranh Boshin thời Minh Trị Duy tân.
Năm 1870, Imai Noburō, một cựu thành viên của Mimawarigumi đã thú nhận với Ban Tư pháp Quân sự rằng ông và các thành viên Mimawarigumi khác, bao gồm cả Sasaki Tadasaburō đã ra tay ám sát Sakamoto Ryōma vào năm 1867, mặc dù tính xác thực của lời thú nhận của ông vẫn còn là vấn đề gây tranh cãi về mặt lịch sử.